# Mismatch negativity
La mismatch negativity (MMN) oppure mismatch field (MMF), chiamata anche negatività da discordanza, è una componente dell'onda suscitata da un qualsiasi potenziale evento-correlato (in inglese event-related potential, con acronimo "ERP") in risposta a uno stimolo discordante in una sequenza di stimoli. Quest'onda emerge dall'attività elettrica nel cervello e viene studiata all'interno dell'ambito delle neuroscienze cognitive e della psicologia. Possono essere registrate da qualsiasi sistema sensoriale, ma sono state studiate più frequentemente per l'udito e per la visione. Nel caso degli stimoli uditivi, la MMN si verifica dopo un cambiamento poco frequente (10-20% di suoni lievemente discordanti per frequenza rispetto allo stimolo semi-costante) una sequenza ripetitiva di suoni (a volte l'intera sequenza viene definita una sequenza casualmente deviante, dall'inglese oddball sequence.)
Ad esempio, un suono raro deviante "d" può essere disperso nel mezzo di una lunga sequenza standard di frequenti suoni "s" (ad es., s s s s s s s s s d s s s s s s d s s s d s s s s...). Il suono deviante può differire dagli standard in una o più caratteristiche percettive come l'altezza, durata, o intensità. La risposta MMN può essere elicitata a prescindere dal fatto che il soggetto presti o meno attenzione alla sequenza. Durante le sequenze uditive, una persona può allo stesso tempo star leggendo oppure osservando un film sottotitolato silente, ma allo stesso modo si potrà rilevare una MMN ben chiara. Nel caso degli stimoli visivi, la MMN si verifica dopo un cambiamento poco frequente durante la presentazione di una sequenza ripetitiva di immagini.
MMN viene riferito alla risposta di mismatch ottenuta nella  elettroencefalografia (EEG); MMF oppure MMNM si riferisce
alla risposta di mismatch che si ottiene nella magnetoencefalografia (MEG).

## Storia
L'onda MMN uditiva venne scoperta nel 1978 da Risto Näätänen, psicologo e neuroscienziato finlandese, A. W. K. Gaillard e S. Mäntysalo, dell'Institute for Perception, TNO, Soesterberg, nei Paesi Bassi.
Il primo articolo sulla comparsa di una MMN visiva venne pubblicato nel 1990 da Rainer Cammer. Per una storia dello sviloppo del MMN visivo, si può consultare Pazo-Alvarez et al. (2003).

## Caratteristiche
La MMN è una risposta a uno stimolo deviante all'interno di una sequenza di stimoli altrimenti regolare; dunque, nell'ambito sperimentale, si produce quando gli stimoli regolari sono presentati in un rapporto di molti rispetto all'unità; ad esempio, in una sequenza di suoni s s s s s s s d s s s s d s s s..., la d costituisce uno stimolo deviante, e susciterà nel cervello una risposta del tipo MMN. La mismatch negativity avviene anche se il soggetto non presta consciamente attenzione allo stimolo.
La MMN uditiva può verificarsi in risposta a variazioni di tono, intensità o durata. L'"auditory MMN" è un potenziale fronto-centrale con sorgenti elettrofisiologiche nella corteccia uditiva primaria e non-primaria e una tipica latenza di 150-250 ms dopo la comparsa dello stimolo deviante. Le sorgenti possono anche includere una dalla parte opercolare destra del giro frontale inferiore. L'ampiezza e la latenza della MMN correla all'entità della deviazione dello stimolo abnorme dallo standard. Grosse deviazioni elicitano MMN con latenze minori. Per devianze molto grosse, la MMN può sovrapporsi all'onda N100 (e.g., Campbell et al., 2007).
L'onda della MMN visiva può verificarsi in risposta a vari aspetti devianti come il colore, le dimensioni, oppure la durata. La MMN visiva è un potenziale occipitale negativo con sorgenti nella  corteccia visiva primaria e una latenza tipica di 150-250 ms dopo l'istaurazione dello stimolo deviante.

## Neurolinguistica del MMN
Dal momento che questo tipo di fenomeni è stato elicitato con stimoli linguistici, sotto condizioni passive che richiedono poca attività attentiva rispetto al suono, è stata sviluppata una versione della MMN frequentemente usata in studi di percezione neurolinguistica, per testare se i soggetti in esame distinguano neurologicamente tra certi tipi di suoni.
In aggiunta a questo tipo di studi che si focalizzano sul processamento fonologico, qualche ricerca ha messo in connessione la MMN con il processamento sintattico.
Alcuni di questi studi hanno cercato di indagare direttamente l'automaticità della MMN, fornendo evidenze convergenti per la comprensione della MMN come una risposta automatica e indipendente dal compito che si esegue.

## Teoria
La teoria più accreditata che interpreta la MMN come una "traccia di memoria" ("memory trace") è che questa venga elicitata in risposta alla violazione di semplici regole che governano le proprietà basiche dell'informazione. Si pensa che essa sorga dalla violazione di un modello neurale a breve-termine, che si forma automaticamente, oppure della violazione di tracce di memoria di regolarità fisiche o astratte nell'ambiente (Näätänen & Winkler, 1999; Näätänen, Paavilainen, Rinne, & Alho 2007). Comunque, a parte l'evidenza costituita dalla MMN, non esiste alcun'altra evidenza neurofisiologica che dimostri la formazione di una rappresentazione mnemonica di queste regolarità.
Parti integranti di quest'idea della "traccia di memoria" sono le seguenti: 
1. Una popolazione di elementi neuronali sensoriali afferenti che rispondono al suono, e;
2. Una popolazione separata di elementi neuronali di memoria che costruisce un modello neurale di stimolazione standard e che risponde con maggiore vigore quando la stimolazione in arrivo viola quel modello neurale, elicitando in tal modo una MMN.

Sono state proposte interpretazioni alternative, come quella del "fresh afferent", che si può tradurre come "afferente novello" (Näätänen, 1992; Jääskeläinen et al., 2004) che ipotizza che non vi siano elementi di memoria neuronale, ma che gli elementi neuronali sensoriali afferenti vengano sintonizzate in base alla proprietà della stimolazione standard, in modo da rispondere meno vigorosamente in seguito a stimoli ripetuti. Dunque quando uno stimolo deviante (o l'assenza di stimolo)   attiva una popolazione distinta di elementi neuronali sintonizzati alle proprietà diverse del deviante piuttosto che a quelle dello stimolo standard, questi afferenti "freschi" rispondono più vigorosamente, elicitando una MMN.
Un terzo punto di vista, proposto da Ulanovsky nel 2004, e quello che gli afferenti sensoriali siano i neuroni di memoria .